# Le Bonheur au bout du chemin
Pour les articles homonymes, voir Anne... la maison aux pignons verts (homonymie) et Anne of Green Gables.
Pour plus de détails, voir Fiche technique et Distribution.
Anne… la maison aux pignons verts au Québec ou Le Bonheur au bout du chemin en France (Anne of Green Gables) est le premier de trois téléfilms canadiens réalisés par Kevin Sullivan.
Diffusé en deux parties en décembre 1985 sur le réseau CBC, il est tiré du roman Anne… la maison aux pignons verts de Lucy Maud Montgomery publié en 1908.
Au Québec, la mini-série a été diffusée en quatre parties du 9 au 30 décembre 1986 à la Télévision de Radio-Canada, et en France, la trilogie a été diffusée sur M6.

## Synopsis
Ce premier volet commence lors de l'adoption d'Anne par Marilla et Matthew Cuthbert, frère et sœur habitant la "maison des pignons verts", et retrace son enfance jusqu'à son entrée dans le monde adulte.
Anne trouve en Matthew un grand-père aimant. Si ses débuts avec Marilla sont difficiles, parce qu'en vieille fille elle s'est aigrie, on devine par la suite tout l'amour qu'elle porte à Anne, et qu'elle n'ose pas forcément avouer.
Anne Shirley est à ce moment-là une petite fille rêveuse, passionnée de littérature et de "châteaux en marbre rose". Sa rêverie, qui fait d'elle l'être unique et attachant qu'elle est, sera cependant un obstacle à sa vie sentimentale par la suite, puisqu'elle attend de l'amour un idéal a priori trop utopique, sans se douter que ce qui est à sa portée de main, certes moins romanesque, la comblera plus.
Anne est une élève brillante. Et Avonlea étant un petit village, tous les personnages de sa génération et les relations qu'elle entretiendra a priori avec eux sont présentés à l'école communale.
Diana devient rapidement la meilleure amie d'Anne. Elle est la fille d'un couple très aisé, mais sa famille accueille Anne avec beaucoup d'amour. Gilbert Blythe, fils du premier amour de Marilla, lui aussi agriculteur, est un jeune garçon brillant, qui, se moquant de la couleur rousse des cheveux d'Anne lors de la rentrée, se retrouve son ennemi et rival scolaire. Il plait aux filles, et en joue, ce qui fait dire à Anne qu'il est très imbu de lui-même. On trouve aussi le personnage caricaturé d'une jeune fille blonde, futile et stupide, qui cherche un mari de bonne famille pour tout objectif.
Anne développe donc un fort sentiment d'indépendance, dicté en partie par l'image de Marilla.
Elle part suivre des études, pour devenir institutrice, en ville, tout comme Gilbert Blythe. Là où la réconcilation semble intervenir, la nouvelle conquête amoureuse du jeune homme regèle ses relations avec son ancienne voisine. C'est alors qu'on devine qu'Anne, malgré tout le ressenti qu'elle a gardé à son propos, a succombé à son charme. D'ailleurs, leurs relations sont un véritables chassé-croisé. Gilbert tente souvent de se faire pardonner, de montrer à Anne qu'il l'apprécie, comme lorsqu'il lui vole son carnet de bal, mais la jeune fille se braque rapidement après.
Anne sort major de sa promotion, et Gilbert arrive 2e. Il obtient le poste à Avonlea, et Anne, ayant un poste dans un village voisin, mais sans moyen de transport elle se voit obligée de quitter la maison des pignons verts. Le film se termine sur la réconciliation entre Anne et Gilbert, dans un champ de blé, quand celui-ci lui annonce qu'il a fait échanger leurs postes, et qu'Anne peut ainsi rester à Avonlea.

## Fiche technique
- Titre québécois : Anne… la maisons aux pignons verts
- Titre français : Le Bonheur au bout du chemin
- Titre original : Anne of Green Gables
- Réalisation : Kevin Sullivan
- Scénario : Kevin Sullivan et Joe Wiesenfeld, d'après Anne… la maison aux pignons verts de Lucy Maud Montgomery
- Montage : James Lahti
- Musique : Hagood Hardy
- Photographie : René Ohashi
- Producteur : Kevin Sullivan et Ian McDougall
  - Producteur exécutif : Ellen Freyer
  - Producteur associé : Trudy Grant
- Production : Sullivan Entertainment
- Distribution : CBC Television
- Pays d’origine :  Canada
- Langue originale : anglais
- Genre : Drame
- Durée : 200 minutes
- Dates de sortie : 
  -  Canada : 1er décembre et 2 décembre 1985 (1er et 3 décembre pour CBC Montréal)
  -  États-Unis : 17 février 1986
  -  Québec : du 9 au 30 décembre 1986

## Distribution
- Megan Follows (VF : Lucile Boulanger ; VQ : Sophie Léger) :  Anne Shirley
- Colleen Dewhurst (VF : Anne Marivin ; VQ : Dyne Mousso) : Marilla Cuthbert
- Richard Farnsworth (VF : Cédric Dumond ; VQ : Bernard Garez) : Matthew Cuthbert
- Jonathan Crombie (VF : Mathias Kozlowski ; VQ : Daniel Lesourd) : Gilbert Blythe
- Schuyler Grant (en) (VF : Julie Gayet ; VQ : Claudine Chatel) : Diana Barry
- Patricia Hamilton (en) (VQ : Arlette Sanders) : Rachel Lynde
- Zack Ward (VF : Xavier Fagnon puis Alexis Tomassian ; VQ : Paul Sarrasin) : Moody Spurgeon
- Marilyn Lightstone (VQ : Bernadette Morin) : Mlle Muriel Stacy
- Charmion King (VF : Alexandra Garijo puis Mélanie Doutey ; VQ : Yolande Roy) : Tante Josephine
- Jackie Burroughs (en) (VF : Évelyne Grandjean ; VQ : Béatrice Picard) : Mme Amelia Evans
- Rosemary Radcliffe (en) (VF : Véronique Augereau ; VQ : Louise Turcot) : Mme Elizabeth Barry
- Joachim Hansen (VF : Donald Reignoux puis Thierry Ragueneau ; VQ : Vincent Davy) : John Sadler
- Christiane Krüger : Mme Allan
- Cedric Smith (en) : Révérend Allan
- Paul Brown (VF : Céline Monsarrat ; VQ : Jacques Lavallée) : M. Phillips
- Miranda de Pencier (en) (VQ : Johanne Léveillée) : Josie Pye
- Trish Nettleton (VQ : Élise Bertrand) : Jane Andrews
- Jennifer Inch : Ruby Gillis
- Jayne Eastwood (VQ : Anne Caron) : Mme Hammond
- Dawn Greenhalgh (VQ : Mireille Thibault) : Mme Cadbury
- Jack Mather : le responsable de la gare
- Vivian Reis (VQ : Louise Rémy) : Mme Spencer
- Samantha Langevin (VQ : Béatrice Picard) : Mme Blewett
- Mag Ruffman (en) (VQ : Marie-Andrée Corneille) : Alice Lawson
- Sean McCann (VF : Patrick Préjean ; VQ : Vincent Davy) : Dr O'Reilly
- Roxolana Roslak (fi) : Mme Selitsky
- Robert Haley (VF : Damien Ferrette puis Guillaume Canet ; VQ : Martin Watier) : le professeur
- Robert Collins (VF : Gérard Rinaldi ; VQ : Yves Corbeil) : Mr Barry
- Morgan Chapman : Minnie May Barry
- David Roberts (VF : Damien Boisseau ; VQ : Daniel Picard) : Tom
- Nancy Beatty (en) : Essie
- David Hughes (VF : Lorànt Deutsch puis Emmanuel Curtil ; VQ : Vincent Davy) : Thomas Lynde
- Wendy Lyon (en) : Prissy Andrews
- Anna Ferguson : la femme du punch

 Source et légende : version québécoise (VQ) sur Doublage.qc.ca

## Récompenses
- Emmy Awards 1986
- Gemini Awards 1986 (équivalence canadienne des Emmy Awards)
- CableACE Awards à Colleen Dewhurst
- TV Guide « meilleure série familiale » 1987
- Peabody Award 1986